# Ermita de Sant Climent
L'Ermita de Sant Climent és una església de Badalona inclosa a l'Inventari del Patrimoni Arquitectònic de Catalunya. Està situada dalt del Turó de Sant Climent, que juntament amb el turó de Sant Onofre forma el Serrat de les Ermites.

## Descripció
Petit edifici de planta rectangular amb capçalera semicircular, volta arrodonida per l'exterior i coberta de rajoles de terrat. A la façana principal té la porta d'entrada, rectangular amb pedres d'emmarcament lateral i llinda de fusta. Damunt hi ha una petita obertura rectangular quasi d'espitllera. L'acabament de la façana és en forma de frontó rodó amb els extrems rectes amb conjuminació de la recta i la corba. Al bell mig, i de fàbrica de maó vist, hi ha un cos que segueix la tipologia superior de la façana per a la ubicació de la campana. El parament de l'ermita és de pedres sense treballar ben disposades fins a omplir tot l'espai del mur, fins i tot utilitzant l'ús del reble.

## Història
Capella situada entre els termes de Montcada, Badalona i Santa Coloma de Gramenet. Edificada l'any 1673 en virtut d'un acord pres anys enrere per la comunitat de Sant Jeroni de la Murtra. És dedicada a Sant Climent, advocat de l'aigua. En aquelles èpoques mancava l'aigua a Sant Jeroni, Santa Coloma, Vallençana i Reixac. Durant alguns anys s'hi celebrava una processó.